# Hugenottenplatz

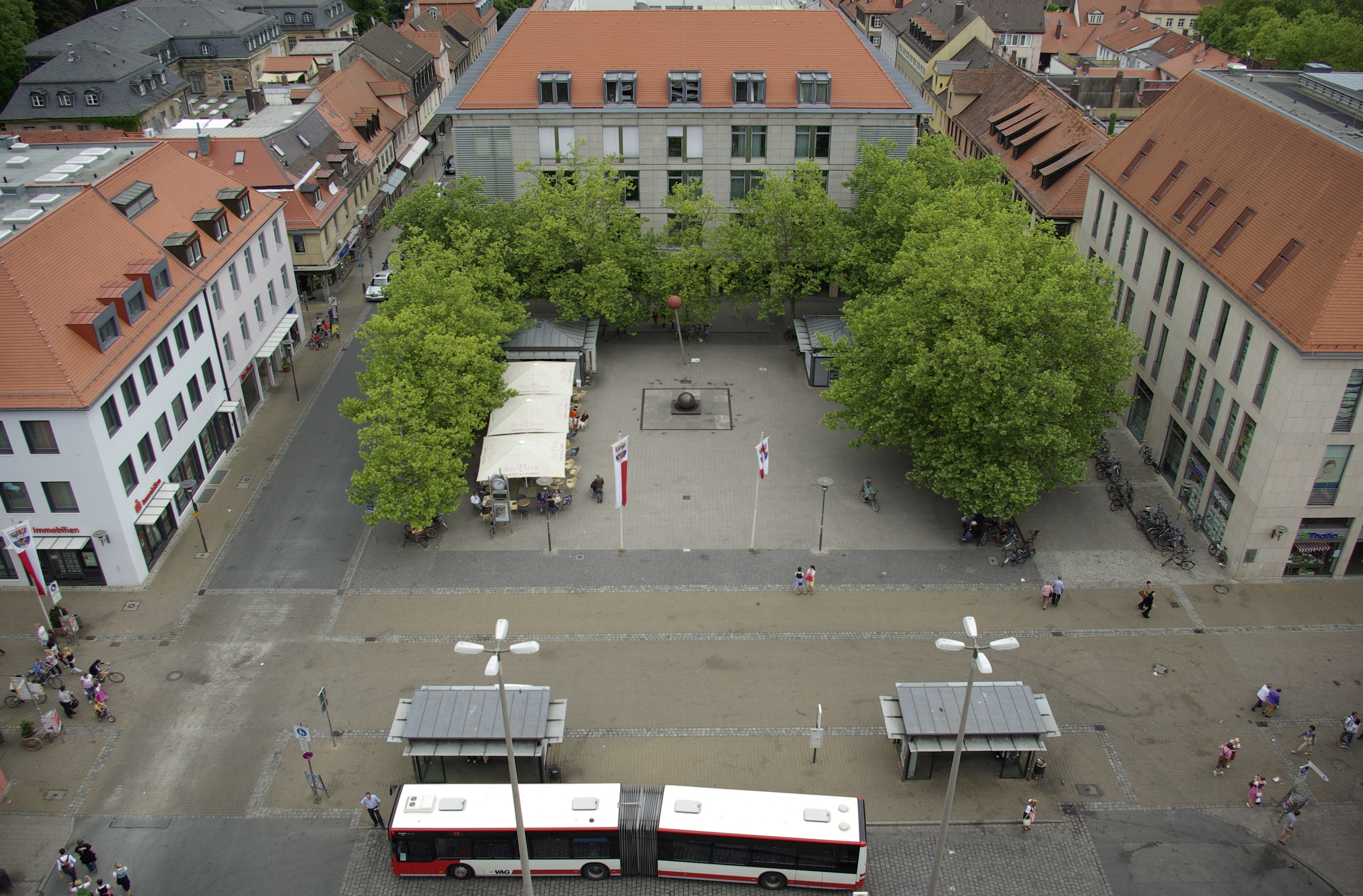
Hugenottenplatz von oben (2012), aufgenommen vom Turm der Hugenottenkirche

Der Hugenottenplatz ist neben dem Schloß- und Marktplatz einer der zentralen Plätze in der Innenstadt von Erlangen. An seiner Westseite liegt die Evangelisch-reformierte Kirche, das wohl bedeutendste Kirchengebäude Erlangens.

## Geschichte

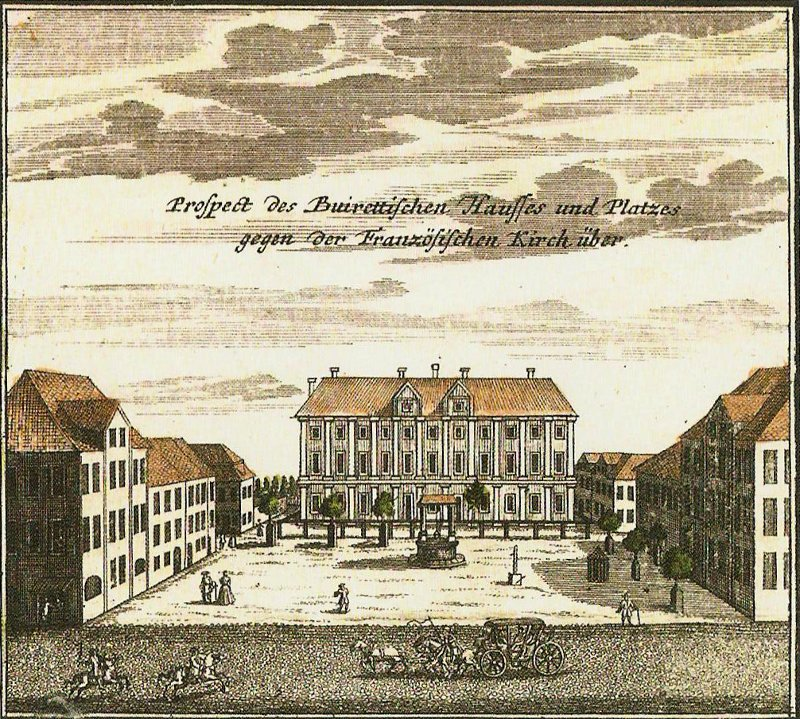
Blick über Hugenottenplatz nach Osten zum Buiretteschen Palais (Ansicht aus dem Homannschen Stadtplan von 1721)

Gegenüber dem als Grande Place bezeichneten heutigen Schloß- und Marktplatz bildet der Hugenottenplatz, ursprünglich Place devant le Temple et la Douane benannt, den kleineren der beiden zentralen Plätze im Richterschen Plan. Der Architekt Johann Moritz Richter, der ab 1684 am markgräflichen Hof in Bayreuth tätig war, plante ab 1686 die Erlanger Neustadt, eine barocke Planstadt zur Aufnahme der französischen Glaubensflüchtlinge, die später als Hugenotten bezeichnet wurden. Von 1695 bis 1812 wurde dieser Platz als Französischer Markt bezeichnet, zwischen 1745 und 1885 auch als Holzmarkt, bevor er 1887 zu Ehren des bayerischen Prinzregenten in Luitpoldplatz umbenannt wurde. Seinen heutigen Namen erhielt er 1936 anlässlich der 250-Jahr-Feier der Erlanger Neustadt, deren Bau mit der Grundsteinlegung der Hugenottenkirche am 14. Juli 1686 begonnen hatte.
Die evangelisch-reformierte Kirche, heute genauso wie zur Erbauungszeit erst als Temple später als französisch-reformierte Kirche das dominierende Bauwerk am Platz, fügte sich mit ihrem rechteckigen Grundriss gut in die ursprünglich homogene Struktur des nach einem übergeordneten Gestaltungsprinzip konstruierten Platzes ein. Die Kirche war das zuerst begonnene Gebäude und Teil des Plans. Diese einheitliche Wirkung wurde seit Ende des 19. Jahrhunderts und insbesondere nach 1945 durch einige Neubauten stark verändert. So entstand beispielsweise 1896/97 auf der Südwestseite die heute sogenannte alte Hauptpost, 1958 auf der Südostseite das Kaufhof-Gebäude, das 2002/03 durch ein wieder besser dem historischen Umfeld angepasstes Büro- und Geschäftsgebäude mit Tiefgarage ersetzt wurde, sowie 1968 auf der Ostseite ein Sparkassen-Neubau, der bereits 1997 umfassend saniert und umgestaltet werden musste. Abweichend von dieser Entwicklung wurde im Jahr 2000 das sogenannte Richthaus auf der Nordwestseite des Platzes in seiner historischen Substanz aufwändig renoviert und von seiner Fassadenverkleidung mit Travertin befreit.

## Beschreibung

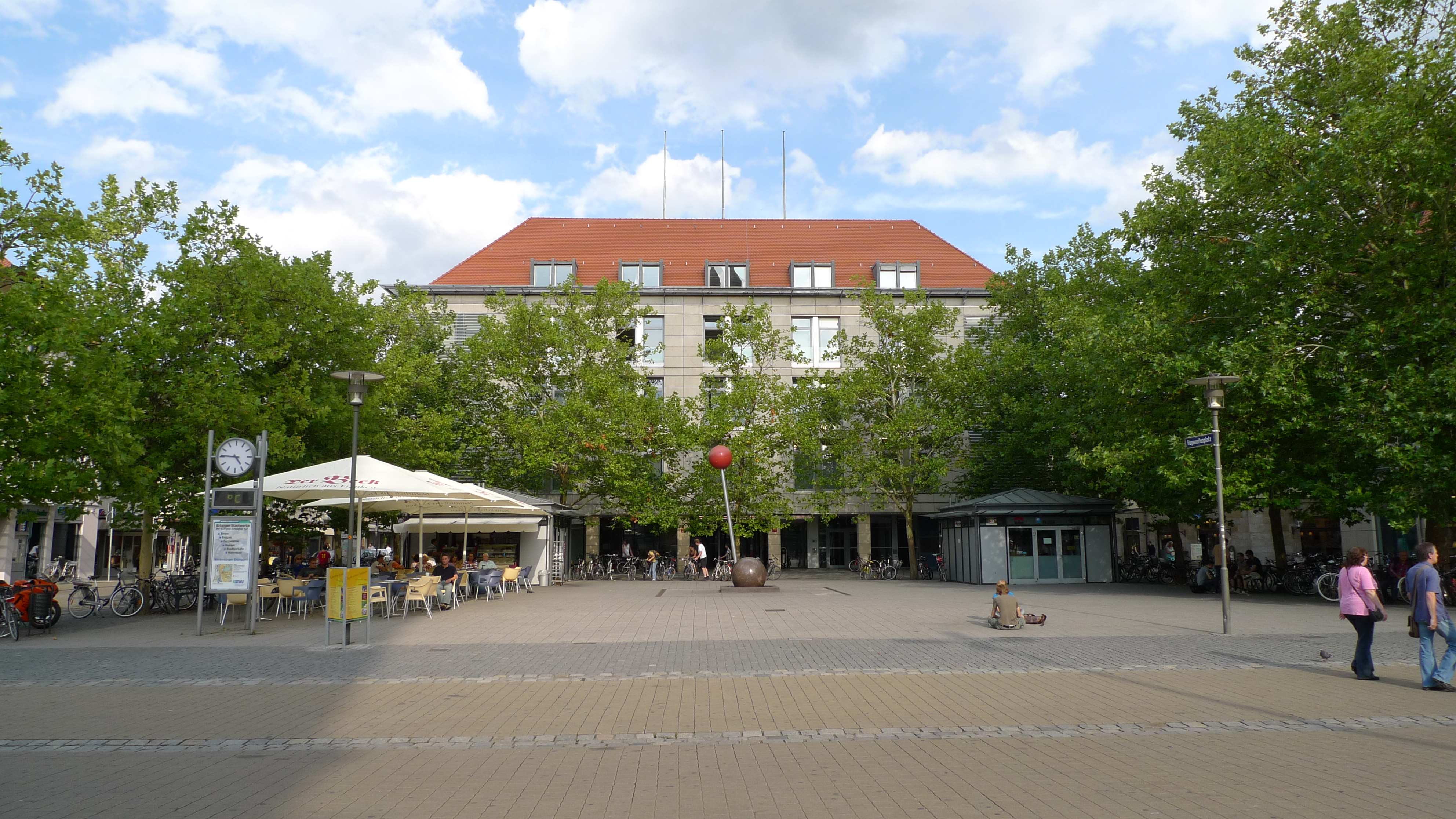
Osthälfte des Hugenottenplatzes (2009), im Hintergrund das Sparkassengebäude;die von Isi Kunath gestaltete „Stecknadel“ wurde 2015 aus statischen Gründen abgebaut.

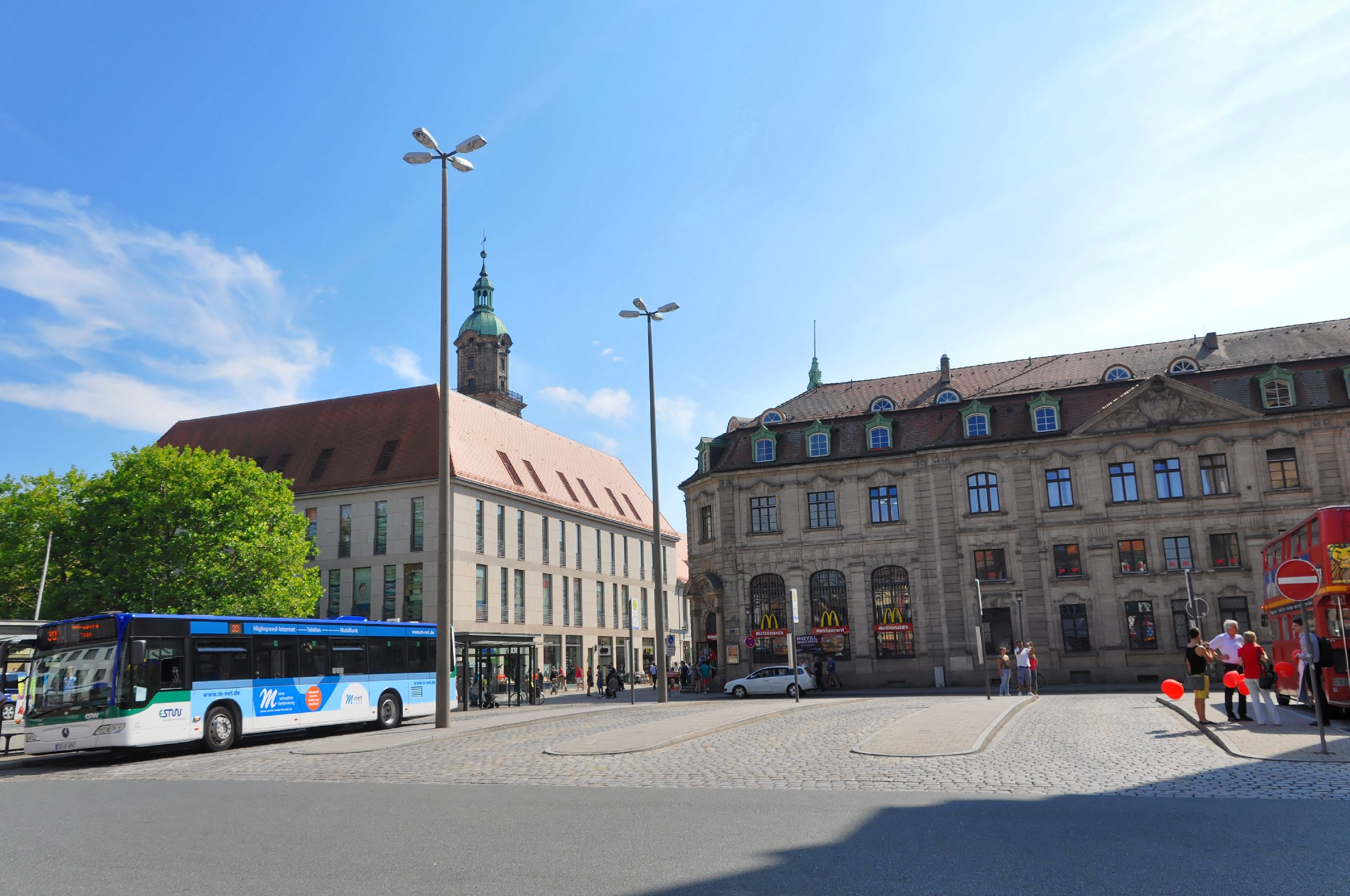
Westhälfte des Hugenottenplatzes (2013), Blick Richtung Süden zur alten Hauptpost (rechts) und dem neuen Büro- und Geschäftsgebäude (links), im Hintergrund der Turm der Neustädter Kirche

Heute präsentiert sich der Hugenottenplatz zweigeteilt. Auf der Westhälfte befindet sich ein Busbahnhof (Bushaltestelle Hugenottenplatz), der einen wichtigen Umsteigeknoten des Erlanger Stadtverkehrs und bildet. Er besteht aus fünf in Nord-Süd-Richtung angeordneten Bussteigen; auf dem Bussteig 5 unmittelbar vor dem Hauptportal der Hugenottenkirche stand vom 6. Februar 2024 bis 23. Januar 2025 das mobile Denkmal der Grauen Busse. Bis auf zwei Buswartehäuschen ist die Westhälfte des Hugenottenplatzes unmöbliert.
Die Osthälfte – früher als Parkplatz genutzt – ist durch die Anpflanzung einiger Bäume, zahlreiche Fahrradstellplätze, eine Außengastronomie auf der Nordseite, einen Kiosk auf der Südostseite und ein Toilettenhäuschen auf der Nordostseite deutlich stärker gegliedert. In der Mitte der Osthälfte befindet sich außerdem ein 1997 in Betrieb genommener Springbrunnen. Der Brunnen wurde durch Vandalismus im März 2025 schwer beschädigt.
Mittig durch den Hugenottenplatz verläuft die Hauptstraße, die zumindest tagsüber eine reine Fußgängerzone bildet und den Platz in seine beiden Hälften teilt. Auf der Westseite münden außerdem die Richard-Wagner-Straße (nördlich) und die Calvinstraße (südlich), die eine Verbindung zum nur rund 80 Meter entfernten Bahnhofplatz herstellen, in den Hugenottenplatz. Von der Nordwestecke des Hugenottenplatzes führt außerdem die Einhornstraße in Richtung des nördlich gelegenen Marktplatzes. Richtung Osten führen die als reine Fußgängerzone ausgewiesene Untere Karlstraße (südlich) und die nicht verkehrsberuhigte Universitätsstraße (nördlich). Außerdem verläuft unmittelbar am östlichen Ende des Hugenottenplatzes entlang ein vor allem tagsüber (als Ausweichstrecke zur Fußgängerzone) stark genutzter Fuß- und Radweg auf der Achse Halbmondstraße-Apothekergasse. Während die Halbmondstraße eine Verbindung in nördlicher Richtung zum Schloßplatz herstellt, führt die Apothekergasse nach Süden zum Neustädter Kirchplatz.

## Anliegende Gebäude

### Evangelisch-reformierte Kirche
Hauptartikel Evangelisch-reformierte Kirche Erlangen